# إقبال ماضي
إقبال ماضي (1917 - 18 يناير 2010) هي زوجة الرئيس المصري السابق أنور السادات الأولى. ولدت في قرية ميت أبو الكوم بالمنوفية عام 1917، وتزوجت من السادات عام 1940، ثم انتهى الزواج عام 1949 بعدما تزوج السادات زوجته الثانية جيهان السادات.

## وفاتها
توفيت إقبال ماضي عام 2010، بعد إصابتها بجلطة قلبية عن عمر يناهز 93 عامًا، بعد 17 يوما من دخولها مستشفى القوات المسلحة بالمعادي لإجراء عملية جراحية، إلا أن حالتها تدهورت وأصيبت بنزلة شعابية وتوقفت عضلة القلب أثناء محاولة إسعافها.
أوصت بأن تدفن في مقابر الأسرة في مدينة نصر، وهي المقابر التي اشتراها بناتها الثلاث رقية وراوية وكاميليا منذ عدة سنوات، واختارت بنفسها اللوحة التي ستكتب على قبرها، كما أشرفت على حفر لحد خاص بها لتدفن فيه طبقاً للشريعة الإسلامية.